# Alfred Biolek

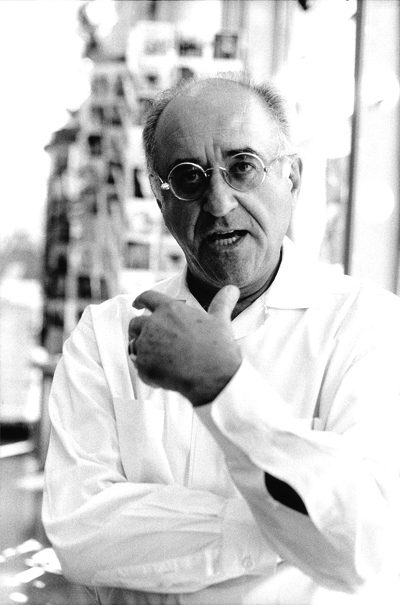
Alfred Biolek, 2004

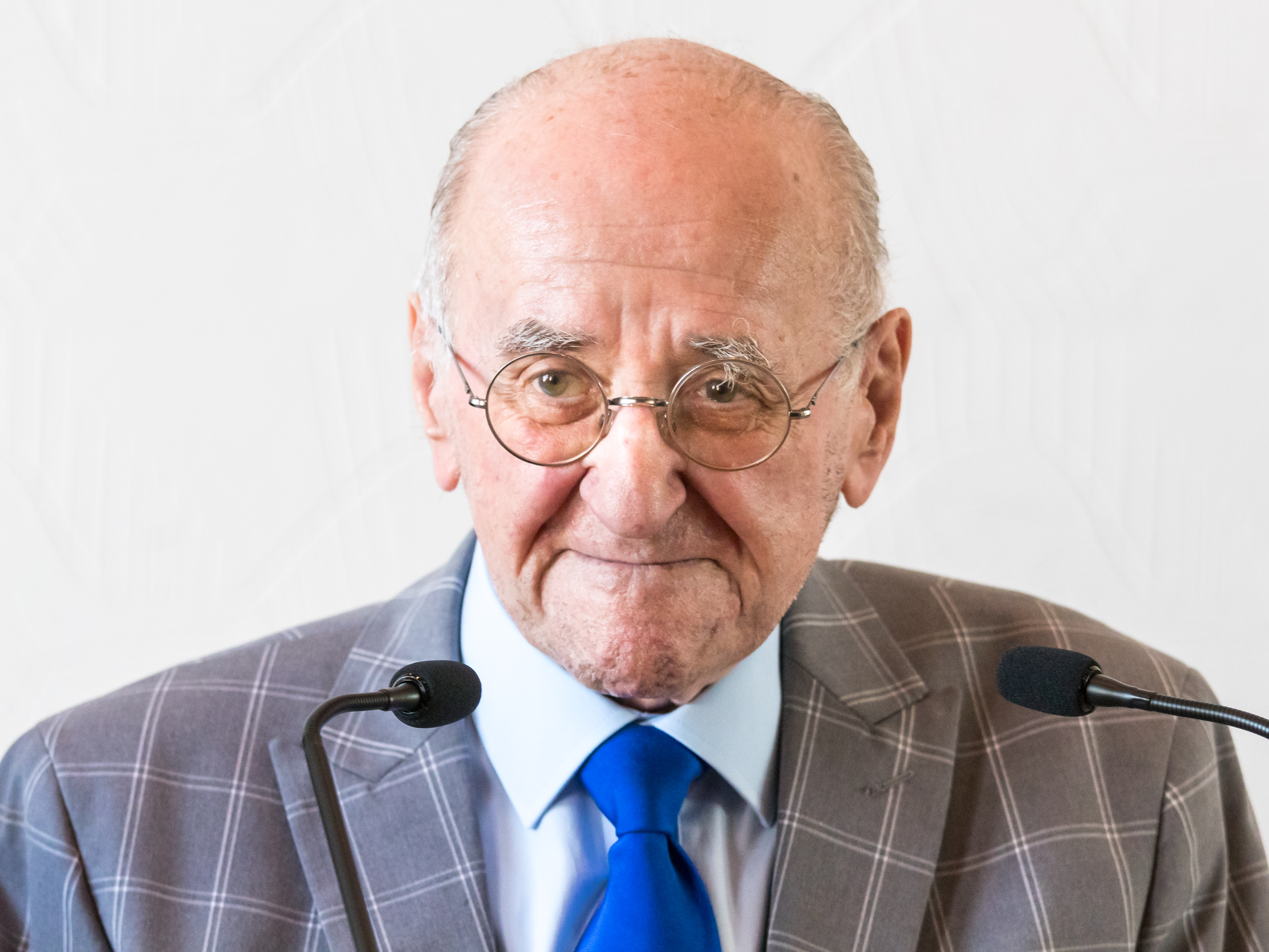
Alfred Biolek, 2019

Alfred Franz Maria Biolek (oft kurz Bio genannt; * 10. Juli 1934 in Freistadt, Tschechoslowakei; † 23. Juli 2021 in Köln) war ein deutscher Jurist, Fernsehmoderator und -produzent, Talkmaster, Entertainer und Kochbuchautor. Er gilt als Vorreiter der Talkshow im deutschsprachigen Raum und wurde ab Ende der 1970er-Jahre mit Fernsehsendungen wie Bio’s Bahnhof, Boulevard Bio und alfredissimo! bekannt.

## Leben

### Kindheit und Jugend
Alfred Biolek wurde 1934 als Sohn des promovierten Rechtsanwalts Josef Biolek und dessen Frau Hedwig, geb. Lerch, einer Klosterschülerin und Laienschauspielerin, in Freistadt (heute: Karviná, Tschechien) in der damaligen Tschechoslowakei geboren. Sein Vater stammte aus einer einfachen Angestelltenfamilie und wurde in Friedeck (heute: Frýdek-Místek, Tschechien) geboren; seine Mutter stammt aus Wittkowitz, einem Stadtteil von Mährisch-Ostrau (heute: Ostrava, Tschechien). Die Vorfahren seines Großvaters mütterlicherseits stammten aus Franken. Biolek wuchs zusammen mit zwei älteren Brüdern in wohlhabenden bürgerlichen Verhältnissen auf, wurde römisch-katholisch erzogen und war Messdiener. Seinen eigenen Angaben zufolge verbrachte er eine glückliche und behütete Kindheit.
Sein Vater war Mitglied der Sudetendeutschen Partei (SdP) und zweiter Bürgermeister von Freistadt. Gegen Ende des Zweiten Weltkrieges wurde die Familie nach Einnahme der Stadt durch die Rote Armee enteignet, interniert und schließlich vertrieben. Josef Biolek und sein ältester Sohn wurden in der Tschechoslowakei vorübergehend gefangen genommen; der Vater wurde angeklagt, doch endete das Gerichtsverfahren mit einem Freispruch. 1946 kam die Familie nach Waiblingen bei Stuttgart. Bioleks Vater arbeitete weiterhin als Rechtsanwalt, Bioleks ältester Bruder starb 1952 an einem Hirntumor. Sein zweiter Bruder wurde Rundfunkjournalist.

### Studium und Promotion
Biolek besuchte bis zum Abitur 1954 das Waiblinger Staufer-Gymnasium, verbrachte das Schuljahr 1951/52 als einer der ersten deutschen Austauschschüler mit AFS in den USA und studierte dann Jura in München, Wien und Freiburg im Breisgau. Im fünften Semester gründete er mit einigen Kommilitonen das Studenten-Kabarett Das trojanische Pferdchen. Zu seinen damaligen Kommilitonen zählte auch Rolf Böhme, Freiburgs späterer Oberbürgermeister, mit dem ihn eine langjährige Freundschaft verband.
Während eines Auslandssemesters in Wien trat er der katholischen Studentenverbindung KÖHV Nordgau Wien im Österreichischen Cartellverband bei, der schon sein Vater angehört hatte. Nach seiner Rückkehr von Wien nach Freiburg 1957 war Biolek zeitweilig Mitglied der KDStV Hercynia Freiburg. Später wurde er auch Mitglied der KDStV Vandalia (Prag) München, der bereits seine beiden Brüder angehörten. 1966 trat er dort wieder aus. Zeitweise war er auch Mitglied der CDU.
1958 absolvierte er das erste juristische Staatsexamen mit Prädikat (drittbestes Examen seines Jahrgangs in Baden-Württemberg). Danach arbeitete er als wissenschaftlicher Assistent bei Ernst von Caemmerer an der Albert-Ludwigs-Universität Freiburg und wurde im Februar 1962 mit einer Arbeit über Die Schadensersatzpflicht des Verkäufers und des Herstellers mangelhafter Waren nach englischem Recht zum Dr. iur. promoviert. Als Referendar vertrat er seinen Vater, der an Krebs erkrankt war, in dessen Kanzlei. 1963 legte er das Zweite Juristische Staatsexamen ab.

### Fernsehproduktionen
Im Februar 1963 wurde Biolek beim ZDF zunächst als Justitiar in der Rechtsabteilung eingestellt, doch wechselte er schon bald zu redaktionellen Tätigkeiten, die ihn mehr reizten. Er arbeitete nun unter anderem als Moderator in Sendungen wie Tips für Autofahrer, Urlaub nach Maß, Nightclub und Die Drehscheibe. 1970 wechselte er zur Bavaria Film, zog von Waiblingen nach München und änderte seine bis dahin konservative Lebensweise und Ansichten radikal.
Er nahm am Leben der Münchner Bohème teil; der Freundeskreis um Rainer Werner Fassbinder gehörte zu seinen Bekannten. 1971/72 holte er die britischen Komiker Monty Python für eine deutschsprachige Version ihrer Sendung Monty Python’s Fliegender Zirkus nach München. Ab 1974 produzierte er die Sendung Am laufenden Band mit Rudi Carrell; damit gelang ihm der berufliche Durchbruch.
Am 25. Januar 1976 startete Biolek mit dem Journalisten Dieter Thoma für den WDR in Köln die Talkshow Kölner Treff. Sie basierte auf dem gleichen Format, das er seit 1973 unter dem Titel Wer kommt, kommt im Kölner Kabarett- und Kleinkunsttheater Senftöpfchen präsentiert hatte. Am 9. Februar 1978 lief die von ihm produzierte und moderierte Sendung unter dem Titel Bio’s Bahnhof an. Hier konnte er auch seine Begabung als Talententdecker unter Beweis stellen. So förderte er in dieser Sendung Talente wie etwa Anke Engelke. Auch ausländische Künstler wurden von ihm dem deutschsprachigen Publikum vorgestellt, darunter Helen Schneider, Kate Bush, The Police und Herman van Veen.
In den 1980er-Jahren folgten die Talkshow Bei Bio (1983–1985), die Sendung Show Bühne (1983–1987) und die Spiel-Show Mensch Meier (1985–1991). Von 1991 bis 2003 war er mit seiner wöchentlichen Talkshow Boulevard Bio zu sehen. Er entwickelte hier eine Form, die als „Hochamt gepflegter Unterhaltung“ Anerkennung fand. Zu seinem Abschied 2003 schenkte ihm WDR-Intendant Fritz Pleitgen seinen Moderationsstuhl, in dem eine Räuspertaste eingebaut war.
Ende Dezember 1994 startete seine Kochsendung alfredissimo!. Hier stellten prominente Gäste ihre Lieblingsgerichte vor, während Biolek sich dabei mit ihnen unterhielt, ebenfalls ein Gericht kochte und ihnen Wein einschenkte. Im Herbst 2006 wurde die letzte Staffel von alfredissimo! produziert. Dafür erhielt Biolek 2010 den Internorga Ehrenpreis.

### Unternehmerische Tätigkeit
Mit seinem 1979 gegründeten Unternehmen Pro GmbH war Biolek mit 25 Prozent am Kölner Restaurant Alter Wartesaal mit der dazugehörigen Diskothek beteiligt. 2010 verkaufte er seinen Anteil. Als Unternehmer war Biolek über die Pro GmbH auch für das Künstlermanagement von Dirk Bach und Ralph Morgenstern zuständig und hat Sendereihen wie Mitternachtsspitzen, Nightwash, Kaffeeklatsch, Blond am Freitag, Menschen bei Maischberger sowie die Sitcom Lukas entwickelt und produziert. Im Mai 2010 wurde das Insolvenzverfahren über das Vermögen der Produktionsfirma eröffnet.

### Weitere Tätigkeiten

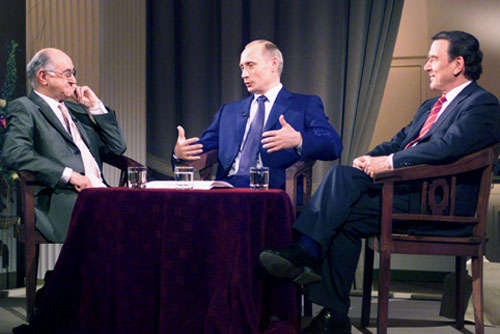
Alfred Biolek mit Wladimir Putin und Gerhard Schröder in der TV-Sendung Boulevard Bio, 2002

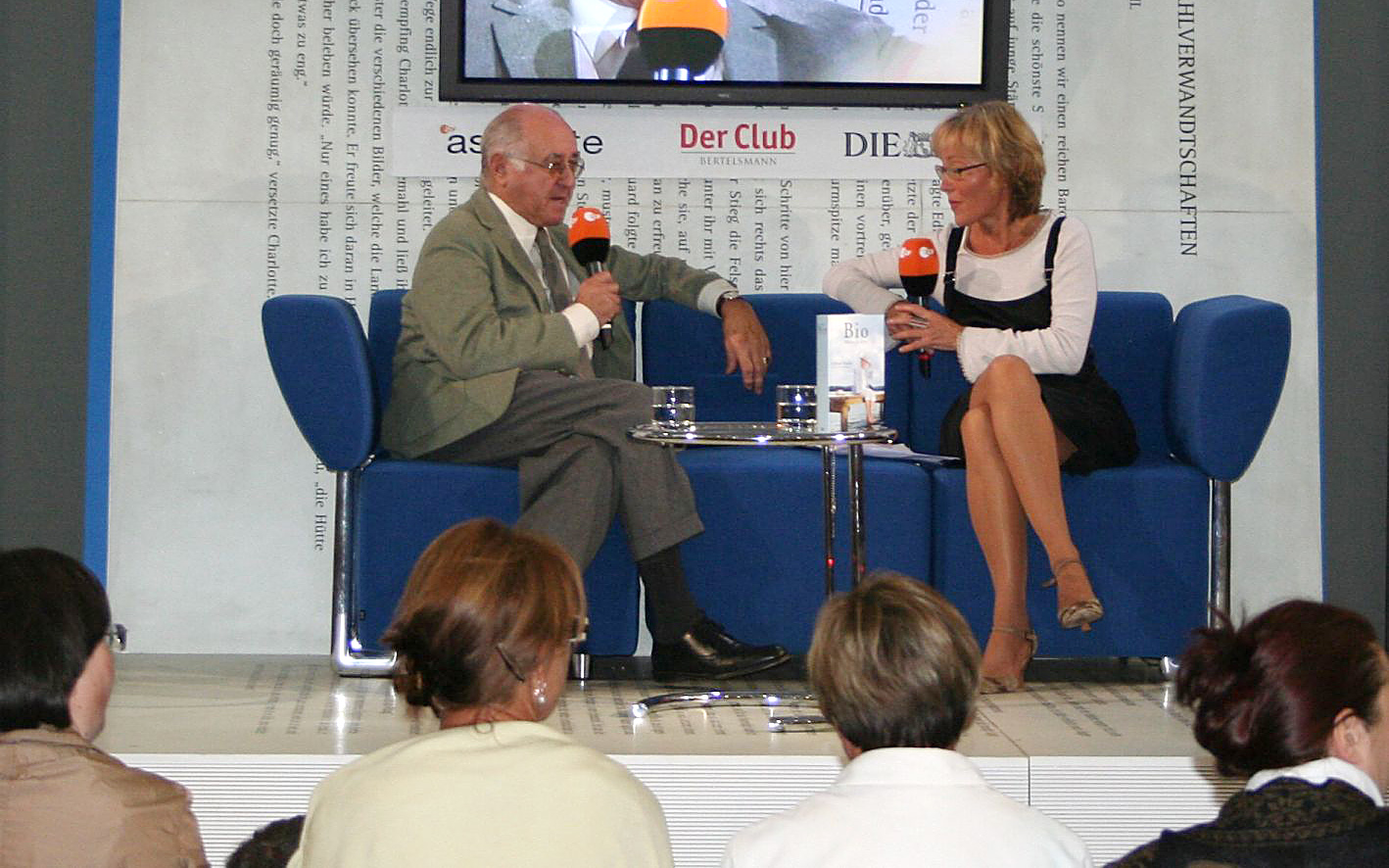
Alfred Biolek mit Luzia Braun auf der Frankfurter Buchmesse, 2006

Neben seinen Fernsehproduktionen präsentierte Biolek zahlreiche Talkshows bei Unternehmen und Verbänden. Er war ab Oktober 1990 auch Honorarprofessor an der Kunsthochschule für Medien Köln. Als erster Deutscher wurde er im November 2000 in New York City zum UN-Sonderbotschafter für Weltbevölkerung ernannt. Besonders am Herzen lag ihm die AIDS-Situation in Afrika.
Im Oktober 2005 gründete Biolek die „Alfred Biolek Stiftung – Hilfe für Afrika“, die sich dafür einsetzte, jungen Menschen in Afrika einen guten Start ins Leben zu ermöglichen. Nach seinem Rückzug aus dem aktiven Stiftungsgeschäft wandelte er die Stiftung im Juli 2015 in einen Stiftungsfonds bei der Deutschen Stiftung Weltbevölkerung (DSW) um. 2005 war er zu Gast in der Sesamstraße. Die Gage für seinen Auftritt stiftete er dem Kinderhilfswerk Unicef.
Biolek engagierte sich auch im Bereich der Kleinkunst. Er war einer der Schirmherren des Wilmersdorfer Varietés Bar jeder Vernunft. Ab Oktober 2006 war er mit dem Bühnenprogramm Mein Theater mit dem Fernsehen, in dem er Ausschnitte aus seiner Karriere zeigte und erläuterte, bundesweit auf Tournee. In jeder Stadt stand ihm außerdem ein prominenter Gast zur Seite (z. B. Harald Schmidt), mit dem er ein spontanes Gespräch nach dem Vorbild von Boulevard Bio führte.
Ab Januar 2009 schlüpfte Biolek im Musical Monty Python’s Spamalot im Kölner Musical Dome in die Rolle eines Historikers. 2012 moderierte er eine monatliche Gesprächsrunde mit dem Titel Biogramm im Bonner Contra-Kreis-Theater, wo er bereits 35 Jahre vorher zu Gast gewesen war.
Biolek war im Schuljahr 1951/52 einer der ersten deutschen Austauschschüler mit AFS Interkulturelle Begegnungen in den USA. Er engagierte sich von 1982 bis 2012 im Kuratorium des AFS, deren Mitbegründer er war. 1998 war er einer der Initiatoren für die AFS-Stiftung.

### Ehrungen
Im Juli 2009 fand anlässlich seines 75. Geburtstags im Kölner E-Werk eine Gala mit dem Titel Danke, Bio statt, die von der ARD übertragen wurde.

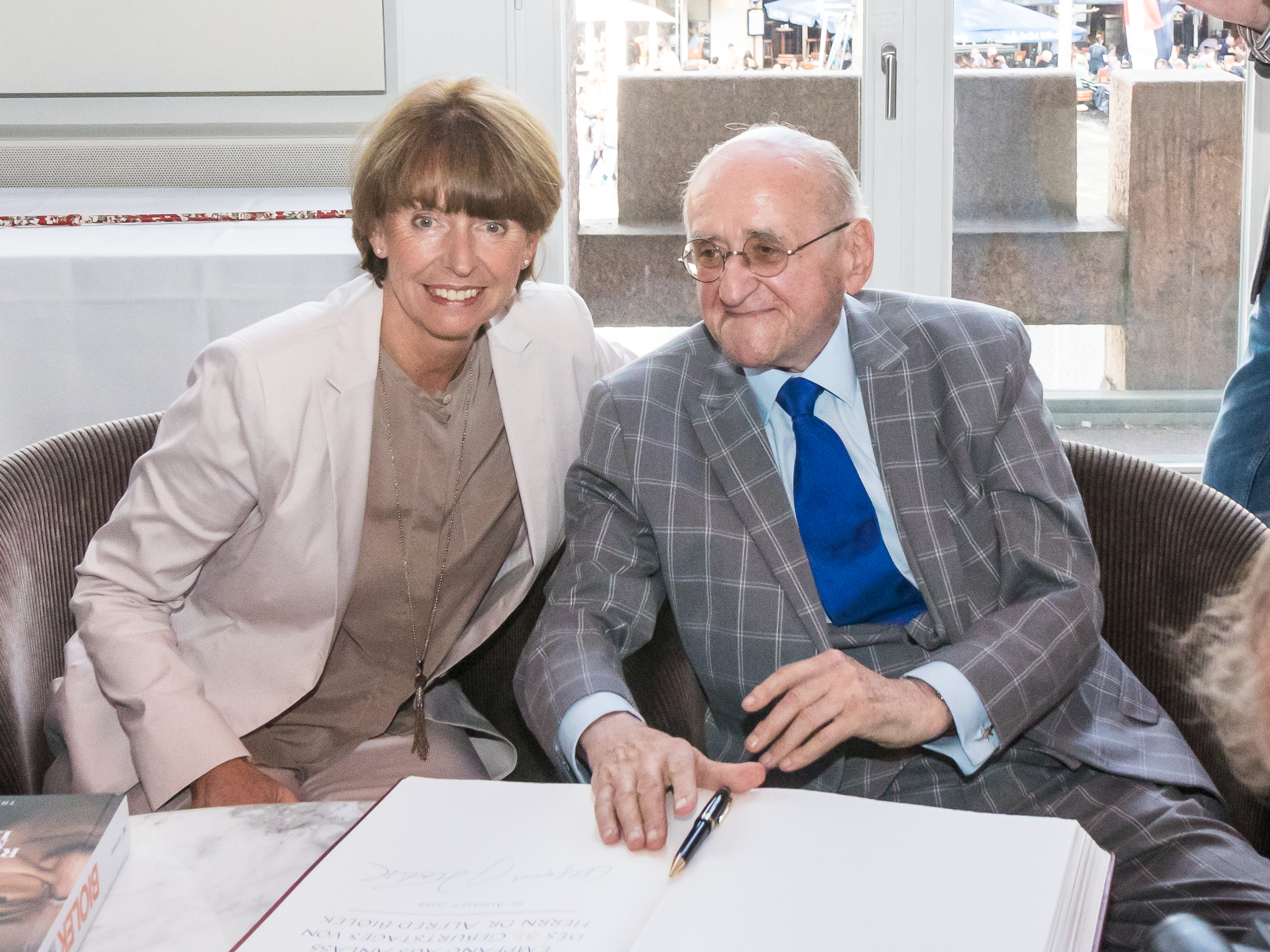
Oberbürgermeisterin Henriette Reker und Alfred Biolek, 2019

Seine Fernsehakten zur Sendung Boulevard Bio, die zwischen 1991 und 2003 insgesamt 485 Mal ausgestrahlt worden war, übergab Alfred Biolek dem Historischen Archiv der Stadt Köln im Jahr 2018 als Vorlass.
Den 85. Geburtstag feierte Biolek 2019 im kleinen Kreis mit zwölf geladenen Gästen in seiner Wohnung am Kölner Stadtgarten. Von der Oberbürgermeisterin Henriette Reker wurde er mit einem Empfang im Muschelsaal des historischen Rathauses von Köln geehrt. Reker würdigte ihn als Vorbild für die Gesellschaft, Fritz Pleitgen und Léa Linster erinnerten sich an gemeinsame Zeiten. Die Ehrung bedeute ihm viel, sagte Bio und trug sich ins Gästebuch ein.

### Privates
Biolek, der größtenteils in Köln lebte, unterschied bei sich wie bei seinen Gästen zwischen „offen oder öffentlich“ und „privat oder persönlich“. In der Familie wurde über Privates nicht gesprochen. Mitte der 1960er Jahre verliebte sich Biolek zum ersten Mal in einen Mann und war sich seitdem sicher, schwul zu sein.
1969 kündigte er seine Stellung beim ZDF; 1970 zog er nach München. Das persönliche Coming-out, das Biolek in der Münchener Bohème erlebte, bezeichnete er später als schwierig, aber befreiend. Eine entscheidende Rolle spielte dabei die Reform des § 175 StGB im Jahr 1969. Biolek, der stets auf Diskretion achtete, erzählte später, er habe sein Privatleben nicht versteckt, einschlägige Lokale besucht und sich „öffentlich mit jungen, gutaussehenden Männern“ gezeigt. Gleichwohl habe er seine Homosexualität zu keinem Zeitpunkt thematisiert, da dies damals gesellschaftlich noch nicht ohne weiteres möglich gewesen sei.
Im Dezember 1991 wurde Biolek in der RTL-plus-Talkshow Explosiv – der heiße Stuhl von dem Filmemacher und Schwulenaktivisten Rosa von Praunheim als homosexuell geoutet. Von Praunheims Absicht war es, auf dem Höhepunkt der damaligen AIDS-Krise öffentliche Solidarität von homosexuellen Prominenten, von denen sich zu dieser Zeit kaum welche öffentlich zu ihrer sexuellen Orientierung bekannten, mit den insbesondere auf Grund von Aids vielfach stigmatisierten schwulen Männern einzufordern, um die Situation für alle Homosexuellen zu verbessern beziehungsweise zu normalisieren: „Die Outings führten dazu, dass in der Gesellschaft vermehrt über den Umgang mit Homosexuellen diskutiert wurde und sich die Wahrnehmung homosexueller Menschen änderte. Homosexualität wurde nun überwiegend als natürlich angesehen, statt wie vor wenigen Jahren noch pathologisiert.“ (Lennard Gottmann, Humboldt-Universität zu Berlin) Die persönliche Situation nach dem Outing beschrieb Biolek später als unangenehm, aber letztlich auch als heilsam: „Ich habe einen Schlag bekommen, der sehr weh getan hat, aber irgendwo hat dieser Schlag eine Verspanntheit gelöst, die danach weg war.“ Er sei damals vor allem wegen der Form verärgert gewesen, in der von Praunheim seine sexuelle Orientierung der Öffentlichkeit preisgab, doch habe er ihm später verziehen. Zudem habe er sich über die unmittelbar positiven gesellschaftlichen Auswirkungen des Outings gefreut, wenn ihm etwa andere Homosexuelle erzählten, wie ihnen das Outing geholfen habe, ihr Coming-out zu haben oder von den Eltern akzeptiert zu werden. Auch berufliche Nachteile blieben für Biolek aus.
Als seinen ursprünglichen Berufswunsch gab Biolek Priester, Zirkusdirektor und Dirigent an. „Und ich bin von allem etwas geworden.“ Der katholische Glaube spielte für ihn eine große Rolle, wie er 2011 im Interview mit der Katholischen Nachrichten-Agentur äußerte. Bei aller Kritik an Positionen der Kirche, etwa an der negativen Haltung zur Empfängnisverhütung, habe ihn seine katholische Erziehung zeitlebens geprägt, dabei vor allem „das wertschätzende Verhalten anderen Menschen gegenüber“.
2010 stürzte Biolek auf einer Wendeltreppe in seinem Haus und lag mit schweren Schädelverletzungen eine Zeit lang im Koma. Er wurde dabei von einem langjährigen Freund unterstützt, den er 2014 adoptierte. Rund 30 Jahre zuvor hatte er bereits einen Partner adoptiert, der im April 2021 starb.
Alfred Biolek starb im Juli 2021 im Alter von 87 Jahren in seiner Kölner Wohnung. Er wurde auf dem Kölner Melatenfriedhof in der Grabstätte seines Freundes, dem Photokina-Gründer Leo Fritz Gruber, beigesetzt.

## Fernsehen (Auswahl)
- 1971–1972: Sprecher, Darsteller, Produzent der deutschen Sonderausgaben von Monty Python’s Flying Circus (Monty Pythons fliegender Zirkus)
- 1974–1976: Produzent der Rudi-Carrell-Show Am laufenden Band
- 1976–1980: Kölner Treff (mit Dieter Thoma)
- 1978–1982: Bio’s Bahnhof, erste eigene Unterhaltungs-Show
- 1983–1985: Bei Bio[55]
- 1985–1991: Mensch Meier
- 1991–2003: Talkshow Boulevard Bio (485 Episoden)
- 1994–2007: alfredissimo!, Kochsendung mit Prominenten (459 Episoden)

## Zitate über Biolek
„Wie hat es denn Biolek gemacht, in einer seiner Sternstunden? Er machte seinen „Bahnhof“, sich an ein ähnlich großes Publikum wendend wie „Roncalli“, zur ungewohnten Konfrontationsebene. Auf der begegneten sich zwei so völlig unterschiedliche Künstlertemperamente wie Lora Logic und Reinhild Hoffmann, die erste mit ihrem eingängigen New-Wave-Pop-Song „Sleeping Beauty“, die andere mit ihrer befremdlichen Ballett-Performance „Couch“ — der heftige Applaus der Studiogäste galt aber beiden. „Rosen und Lokomotiven herstellen“ hätte E. E. Cummings solche Experimentierlust genannt.“

„Der Münchner Psychologe Colin Goldner kennt Alfred Biolek seit geraumer Zeit. Für ihn hat Bio das ihm anhaftende Handicap, kaum einen Satz korrekt zu Ende sprechen zu können, zum persönlichen Markenzeichen erhoben. Wenn er, wie es der Vater gern gesehen hätte, als Anwalt vor Gericht hätte plädieren müssen, wäre das sicher häufig in dubio contra Bio ausgegangen. Denn parteiisch zu sein, also auch gegen jemand sprechen zu müssen, das hätte sein grenzenloses Harmoniebedürfnis verhindert. Diese Eigenschaft, es grundsätzlich allen recht machen zu wollen, mag den Juristen disqualifizieren. Im Fernsehen, als einem um Vermittlung und Ausgleich bemühten Medium, ist sie jedoch, wie man sieht, ein Garant für den Erfolg.“

## Publikationen
- 1962: Die Schadensersatzpflicht des Verkäufers und des Herstellers mangelhafter Waren nach englischem Recht. Freiburg im Breisgau 1962, DNB 481135456, (Dissertation Albert-Ludwigs-Universität Freiburg, Rechts- und staatswissenschaftliche Fakultät, 21. Februar 1962).
- 1982: Stephan Sulkes Buch Kekse. Arena, Würzburg, ISBN 3-401-04014-6. 134 Seiten. Sprüche, Aphorismen und ungereimte Gedichte. Mit einem Vorwort von Alfred Biolek.
- 1995: Selbst-Porträt der Kindheit und Jugend. In: Florian Langenscheidt (Hrsg.): Bei uns zu Hause. Prominente erzählen von ihrer Kindheit. Econ, Düsseldorf 1995, ISBN 3-430-15945-8.
- 1998: Mit John Cleese: Monty Python's Fliegender Zirkus. Sämtliche deutschen Shows (alle beide). Mit einer vorgeschichtlichen Einführung von Alfred Biolek und Thomas Woitkewitsch. [Nach den Orig.-Manuskripten – wie sie vor Drehbeginn vorlagen – erstmals hrsg. und aus dem Engl. von Heiko Arntz.] Haffmans, Zürich 1998.
- 2002: Ute Büsing, David Baltzer: Bar jeder Vernunft: Die Kunst der Unterhaltung. Mit einer Liebeserklärung von Alfred Biolek. Beiträge von Otto Sander, Cora Frost, Gerd Wameling und anderen, Eichborn, Frankfurt am Main 2002, ISBN 3-8218-0724-5.
- 2002: Pasta. Spaghetti, Penne & Co. Nudelrezepte aus der alfredissimo!-Küche. Pabel-Moewig, Rastatt, 96 S., ISBN 978-3-8118-1758-6.
- 2002: Meine Rezepte. Illustriert von Franziska Becker, Papan, Fotografien von Christian von Alvensleben. Zabert Sandmann, München, gebunden, ISBN 978-3-924678-71-5.
- 2003: Frühstück zum Fairwöhnen. Die schönsten Rezepte mit Zutaten aus dem Fairen Handel. Hrsg. vom Forum Fairer Handel, Detmold 2003.
- 2003: Mit Eckart Witzigmann: Rezepte, wie wir sie mögen. Alte und neue Klassiker. Zabert Sandmann, München, gebunden, ISBN 978-3-89883-074-4.
- 2003: Kartographie des Boulevards. Vorwort von Bettina Pfeil. Chorus, München 2003, ISBN 3-931876-51-9.
- 2005: Mit Eckart Witzigmann: Unser Kochbuch. Alternativen zu Fisch und Fleisch. Tre Torri, Wiesbaden 2005, ISBN 3-937963-18-9.
- 2006: Meine neuen Rezepte und Wein, wie ich ihn mag. Illustriert von Franziska Becker, Fotografien von Christian von Alvensleben. Deutscher Taschenbuch-Verlag, München, 152 S., ISBN 978-3-423-34271-1.
- 2006: Mit Veit Schmidinger: Bio. Mein Leben. Kiepenheuer & Witsch, Köln 2006, ISBN 3-462-03725-0, Rezension[43]
- 2010: Mit Nahuel Lopez: Meine Heimat Europa. Reisen – Begegnen – Erinnern. Gütersloher Verlagshaus, Gütersloh 2010, ISBN 978-3-579-06868-8.
- 2018: Die Rezepte meines Lebens. Hrsg. von Ralf Frenzel. Tre Torri Verlag, Wiesbaden, 480 S., gebunden, ISBN 978-3-96033-047-9.

## Auszeichnungen
- 1983 – Adolf-Grimme-Preis mit Gold für Bio’s Bahnhof
- 1993 – Deutscher Kritikerpreis
- 1994 – Goldene Kamera in der Kategorie Beste Fernsehunterhaltung für Boulevard Bio
- 1994 – Bambi
- 1994 – Verdienstorden des Landes Nordrhein-Westfalen[58]
- 1995 – Goldenes Schlitzohr
- 1998 – Goldener Gong als Fernsehmann des Jahres
- 2000 – Bobby
- 2002 – Deutscher Bücherpreis
- 2002 – Deutscher Weinkulturpreis
- 2003 – Karl-Valentin-Orden
- 2003 – Großes Bundesverdienstkreuz[59]
- 2004 – Goldene VDP Ehrennadel „für seine Verdienste um den deutschen Spitzenwein“[60]
- 2008 – Goldene Kamera für sein Lebenswerk
- 2009 – Deutscher Fernsehpreis – Ehrenpreis für sein Lebenswerk[61]
- 2009 – Warsteiner Preis – der deutsche Gastronomiepreis – Lifetime-Award[62]
- 2010 – Steiger Award[63]
- 2010 – Kulturpreis der Otmar-Alt-Stiftung[64][65]
- 2013 – Kaiser-Augustus-Orden[66] für Alfred Biolek – Gründer der Alfred Biolek Stiftung[21]